# No Wedding Bells for Me
No Wedding Bells for Me è un cortometraggio muto del 1912. Il nome del regista non viene riportato nei titoli.

## Produzione
Il film fu prodotto dalla Eclair American

## Distribuzione
Distribuito dalla Universal Film Manufacturing Company, il film uscì nelle sale cinematografiche USA il 7 marzo 1912.